# John Thach
Pour les articles homonymes, voir Thach.
John Smith « Jimmy » Thach, né le 19 avril 1905 à Pine Bluff et mort le 15 avril 1981 à Coronado, est un aviateur naval de la Seconde Guerre mondiale, pilote d'essai, tacticien en combat aérien et amiral américain.

## Biographie
John S. Thach est né à Pine Bluff, dans l'Arkansas. Après avoir obtenu son diplôme de l'Académie navale d'Annapolis en 1927, il sert deux années à bord de cuirassés avant de suivre une formation de pilote aéronaval en 1929. Au cours de la décennie suivante, il sert en tant que pilote d'essai et instructeur, et se forge une réputation d'expert en tir aérien.
Durant la Seconde Guerre mondiale, il développe la tactique Thach Weave, une formation aérienne de lutte contre des chasseurs ennemis aux performances supérieures, et plus tard la Big blue blanket, une défense aérienne pour lutter contre les attaques kamikazes.
Il participe aussi à la guerre de Corée.